# Alberton (Montana)
Pour les articles homonymes, voir Alberton.
La ville d’Alberton est située dans le comté de Mineral, dans l’État du Montana, aux États-Unis. Sa population s’élevait à 420 habitants lors du recensement de 2010, estimée à 417 habitants en 2016.

## Histoire
La localité a été nommée en hommage à Albert J. Earling, président de la compagnie de chemin de fer Chicago, Milwaukee, St. Paul and Pacific Railroad.

## Source
- (en) Cet article est partiellement ou en totalité issu de l’article de Wikipédia en anglais intitulé « Alberton, Montana » (voir la liste des auteurs).